# Phillip Margolin
Phillip Margolin é um autor de livros de suspense policial norte-americano, sempre com forte enfoque em direito e política.

## Biografia
Nascido em Nova Iorque ele é autor de vários best-sellers, sempre presentes na lista de mais vendidos do The New York Times incluindo "Justiça Selvagem", "Ligações Poderosas", "O Associado", "Depois do Anoitecer" e "Prova de Fogo" pela editora Rocco. Pela editora Prumo, publicou "O grande suspeito" e "Prova positiva". Mora em Portland (Oregon), nos Estados Unidos.

### Carreira de advogado
Por quase 25 anos, Phillip Margolin trabalhou como advogado de defesa criminal em Portland, Oregon, nos níveis de julgamento e apelação. Durante sua carreira de advogado, ele trabalhou em um grande número de casos e até argumentou perante a Suprema Corte dos EUA.
Margolin usou seu amplo conhecimento da lei e seus muitos anos de experiência no tribunal para escrever seus livros.

## Premiações
- 1978: indicado  para o "Edgar Award" na categoria "Mystery Writers of America" for "Heartstone".
- 1999: o conto "The Jailhouse Lawyer" foi publicado em 1999 como "The Best American Mystery Stories".

## Obras

### Série da Amanda Jaffe
1. Wild Justice 2000
2. Ties That Bind 2003
3. Proof Positive 2006
4. Fugitive 2009
5. Violent Crimes 2016

### Série da Dana Cutler
1. Executive Privilege	2008
2. Supreme Justice	2010
3. Capitol Murder	2012
4. Sleight of Hand	2013

### Série do Robin Lockwood
1. The Third Victim 2018
2. The Perfect Alibi 2019
3. A Reasonable Doubt 2020
4. A Matter of Life and Death 2021
5. The Darkest Place (a publicar, 2022)

### Livros isolados
- The Girl in the Yellow Bikini 1974
- Heartstone 1978
- The Last Innocent Man 1981
- Gone, But Not Forgotten	1993
- After Dark 1995
- The Burning Man	1996
- Smokescreen	1997
- The Undertaker's Widow 1998
- Angie's Delight	1998
- The Jailhouse Lawyer 1998
- The Associate 2002
- Sleeping Beauty 2004
- Lost Lake 2005
- Worthy Brown's Daughter	2014
- Woman With a Gun 2014